# Miha Šepec jr.
Miha Šepec jr. (* 14. Januar 1984) ist ein slowenischer Badmintonspieler und Jurist.

## Karriere
Miha Šepec wurde nach acht Juniorentitelgewinnen 2005 erstmals slowenischer Meister der Erwachsenen. Weitere Titelgewinne folgten 2007 und 2009. 2006 nahm er an den Badminton-Weltmeisterschaften teil. Im Team startete er mehr als zehn Jahre lang für den BSC 70 Linz in Österreich.

## Sportliche Erfolge
| Saison | Veranstaltung                                 | Disziplin    | Platz | Name                         |
| ------ | --------------------------------------------- | ------------ | ----- | ---------------------------- |
| 2000   | Slowenien: Einzelmeisterschaften der Junioren | Herreneinzel | 1     | Miha Šepec                   |
| 2001   | Slowenien: Einzelmeisterschaften der Junioren | Herrendoppel | 1     | Miha Šepec / Sergej Pouh     |
| 2001   | Slowenien: Einzelmeisterschaften der Junioren | Mixed        | 1     | Miha Šepec / Maja Tvrdy      |
| 2002   | Slowenien: Einzelmeisterschaften der Junioren | Herrendoppel | 1     | Miha Šepec / Sergej Pouh     |
| 2002   | Slowenien: Einzelmeisterschaften der Junioren | Herreneinzel | 1     | Miha Šepec                   |
| 2003   | Slowenien: Einzelmeisterschaften der Junioren | Mixed        | 1     | Miha Šepec / Urška Silvester |
| 2003   | Slowenien: Einzelmeisterschaften der Junioren | Herrendoppel | 1     | Miha Šepec / Luka Petrič     |
| 2003   | Slowenien: Einzelmeisterschaften der Junioren | Herreneinzel | 1     | Miha Šepec                   |
| 2005   | Slowenien: Einzelmeisterschaften              | Herrendoppel | 1     | Andrej Pohar / Miha Šepec    |
| 2007   | Slowenien: Einzelmeisterschaften              | Herrendoppel | 1     | Andrej Pohar / Miha Šepec    |
| 2009   | Slowenien: Einzelmeisterschaften              | Herrendoppel | 1     | Aleš Murn / Miha Šepec       |